# Jardim Ipiranga
Jardim Ipiranga é um bairro localizado na Zona Oeste de Sorocaba. 

## História
O Jardim Ipiranga foi fundado em 1979, nos altos das terras da antiga Fazenda Matarazzo, quando imigrantes do Sul do Estado de São Paulo e Norte do Paraná, com o êxodo rural, iniciaram invasão naquele local. Sua história começou no início da década de 80, no governo de Flávio Chaves, quando a Secretaria Social, encabeçada por Izolda Lichtentyle, e o vice-prefeito Luiz Francisco, aproveitaram uma viagem do então prefeito e atenderam os incansáveis pedidos dos moradores que viviam em situação desumana, ou seja, amontoados em barracos de madeira e lonas plásticas, sem água e esgoto céu aberto. O casal levou uma máquina da prefeitura e abriram as três primeiras ruas, dividindo terrenos para os moradores, instalaram água encanada, esgoto e luz nas casas. Os beneficiados homenagearam os benfeitores, chamando o local de "Lilu", numa alusão à suas iniciais (LI - de Lichtentyle - e Lu - de Luiz).
Este apelido perdurou até o ano de 1995, quando um plebiscito promovido pelos moradores escolheu o nome de Jardim Ipiranga.  Outra alternativa era Parque das Mangueiras (devido a centenárias árvores de manga existentes e pertencentes à fazenda).
Diferente daquele local desprezível de antigamente, onde só havia mato e lixo, hoje o bairro é ladeado de condomínios de luxo como o Vivendas do Lago (2000), Green Vilage (2002), e outros bairros como Wanel Ville (1999), Conjunto Habitacional "Júlio de Mesquita Filho" (1991) e outros. O primeiro a ser construído na região foi o Parque Ouro Fino, que na época (1981), era um bairro fechado com muros. Neste, a maioria dos moradores eram famílias de servidores públicos. Em 2006, cerca de mil famílias residiam no local, totalizando uma média de 4.500 pessoas.
No ano de 1997, o Jornal Cruzeiro do Sul publicou uma declaração de um delegado de polícia, dizendo que o local é um dos bairros mais seguros de se morar. Não há terrenos baldios ou abandonados.
Atualmente o bairro possui boa infra-estrutura com todas as ruas asfaltadas, iluminadas, e 100% da água e esgoto encanados. Possui uma igreja católica (Sagrado Coração de Maria), e duas evangélicas (Assembleia de Deus e Deus É Amor); uma escola municipal (Prof. Irineu Leister); uma creche; um Centro de Integração Social, uma Pré-Escola, além de farmácia, açougues, minis-mercados, padarias, quitandas, papelaria, lojas de roupas e de armarinhos, sorveterias, salões de cabeleireiro, auto-eletrética, moldadora de gesso, bares tradicionais e outros. Uma filial do Santo Supermencado está instalada ao lado do bairro e, futuramente, um Terminal de Ônibus será construído na região, conforme projeto iminente na câmara municipal.
O bairro é uma mistura de gente vinda de várias cidades e residem profissionais que vão de servente de pedreiro e empregadas domésticas a advogados, músicos e jornalistas. A Uniso (Universidade de Sorocaba) possui documentos que retratam os fatos, o desenvolvimento e as personalidades do Jardim Ipiranga, conforme TCC "Ipiranga Em Close-Up", do jornalista Dirceu Gonçalves.
Cenas da novela Dance Dance Dance foram gravadas no Jardim Ipiranga.